# Bulevar Vitosha
El Bulevar Vitosha (en búlgaro: булевард "Витоша", a veces llamado "Витошка", Vitoshka) es la calle principal del centro de Sofía, capital de Bulgaria, que contiene muchas tiendas, restaurantes y cafeterías elegantes. Se extiende desde la Plaza de San Nedelya hasta el Parque del Sur. Muchas marcas de ropa de alta gama tienen tiendas en el Bulevar Vitosha y sus alrededores, por ejemplo Versace, Escada, Bulgari, D&G, La Perla, Lacoste, Van Laak, Ermenegildo Zegna, Tru Trussardi, Moreschi, Marella, Max Mara, Gianfranco Ferré, Emporio Armani, Tommy Hilfiger, Boss y Baldinini. Entre los edificios de interés de la calle está el Palacio Nacional de la Cultura, el Palacio de Justicia y la casa donde vivió y murió el famoso poeta búlgaro Peyo Yavorov. La esquina de los bulevares Vitosha y Patriarca Eftimii, llamada Farmacia (Аптека), es un lugar popular para quedar.
El bulevar lleva su nombre en honor a Vitosha, la montaña que se encuentra junto a Sofía. Durante la dominación otomana en Bulgaria, esta calle era una vía sin pavimentar. Tras la Liberación en 1883, fue renombrada como Vitoshka ulitsa, que significa "Calle Vitosha". Inicialmente se construyó la calle con casas bajas de una planta, pero se convirtió en una imponente calle comercial en el período de entreguerras debido a la construcción de grandes edificios públicos, que cambiaron totalmente el aspecto de la calle.
Según un estudio de Cushman & Wakefield, Inc. realizado en 2007, el Bulevar Vitosha es la 22º calle comercial más cara del mundo.
En mayo de 2007, se anunció que la calle iba a ser rediseñada con el estilo retro del Sofía de los años 1930. Se colocarán bancos y farolas de estilo antiguo, así como quioscos redondos art nouveau, más zonas verdes, fuentes, bares al aire libre y posiblemente un tranvía antiguo, junto con una torre del reloj en la Iglesia de San Nedelya con la hora en varias capitales del mundo. En 2013 comenzaron las obras de reconstrucción del bulevar.

## Galería de imágenes

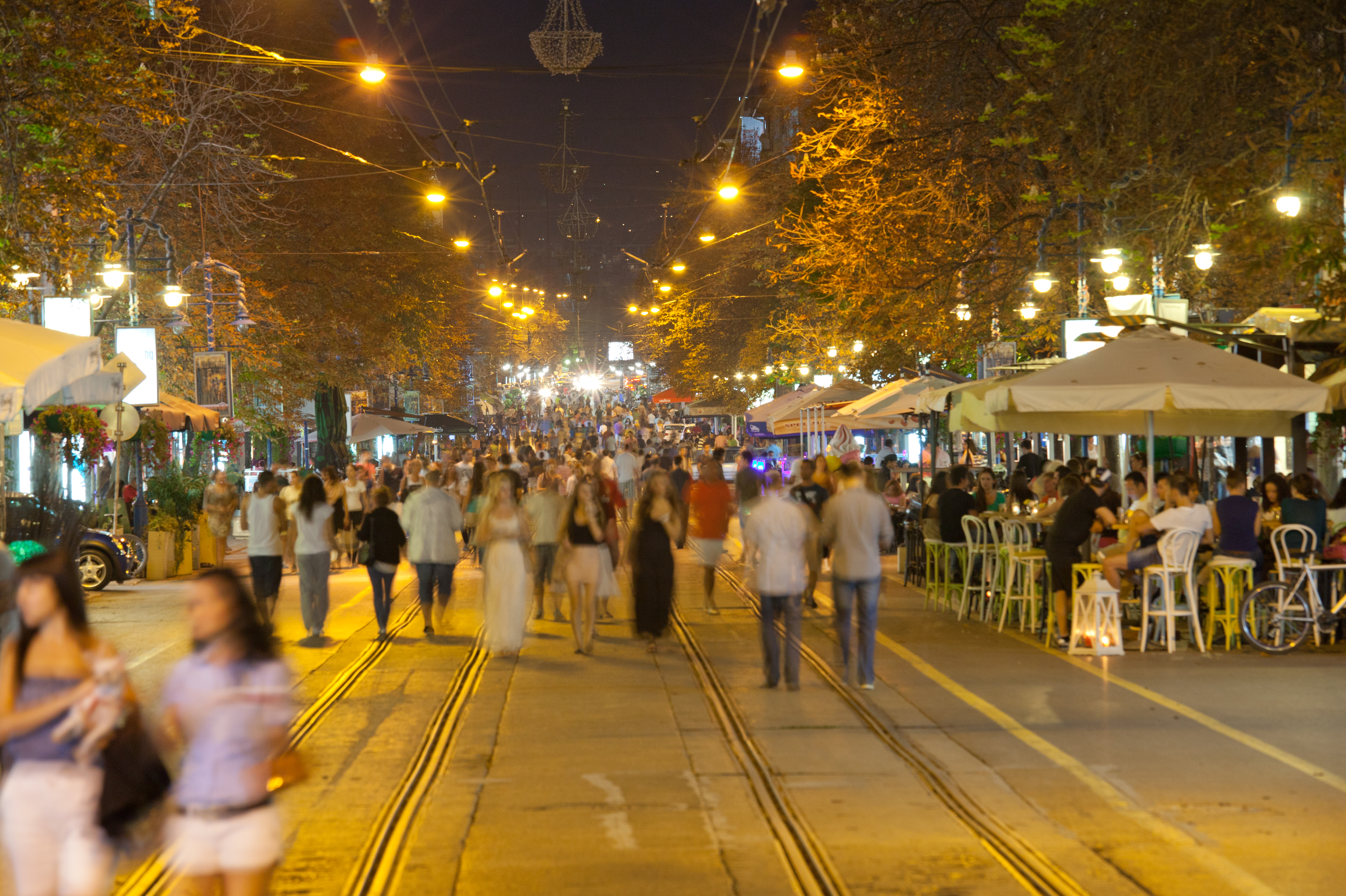
El Bulevar Vitosha, principal calle de tiendas de Sofía
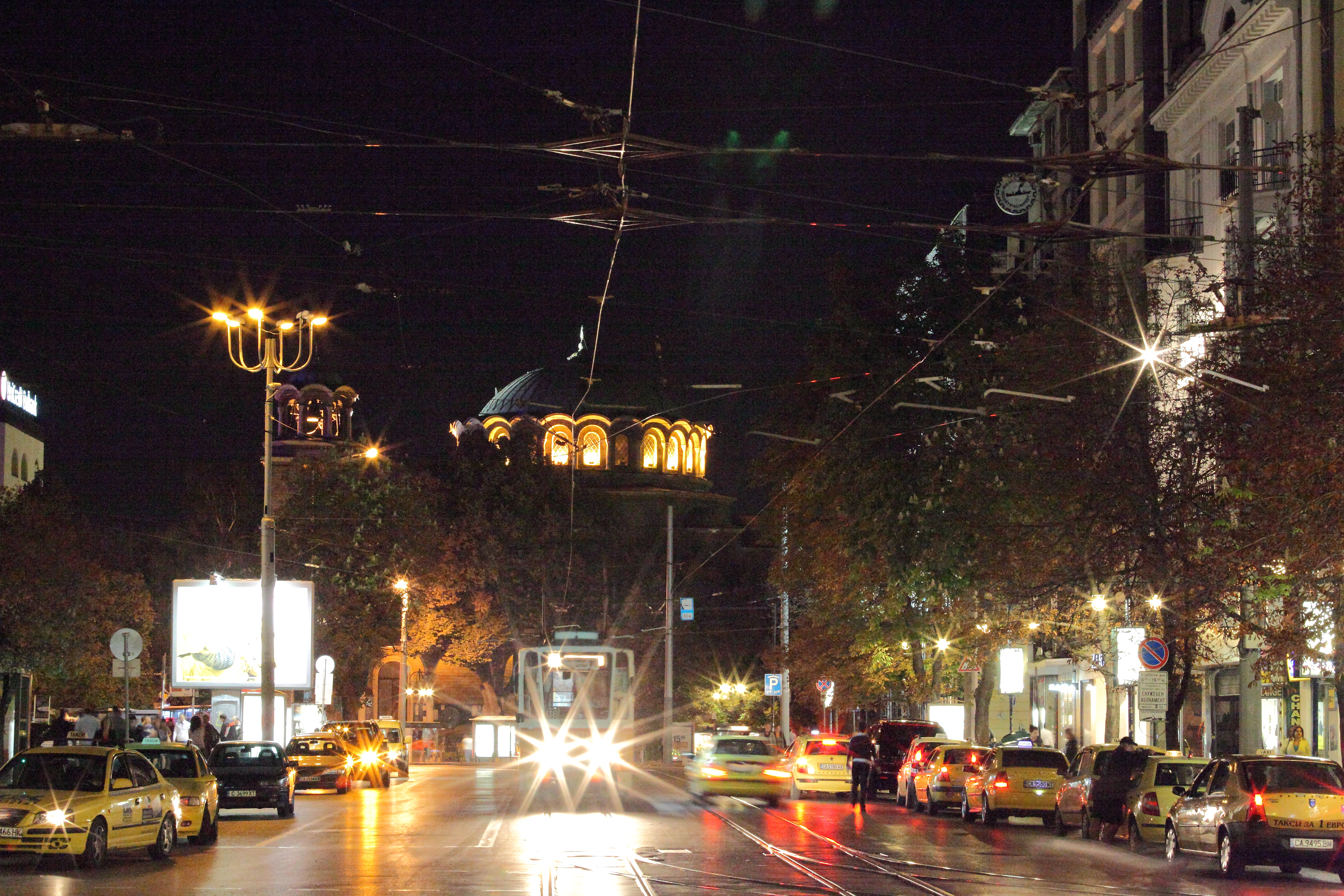
Vitoshka vista desde el cercano Palacio Nacional de la Cultura, con la Iglesia de San Nedelya en la distancia
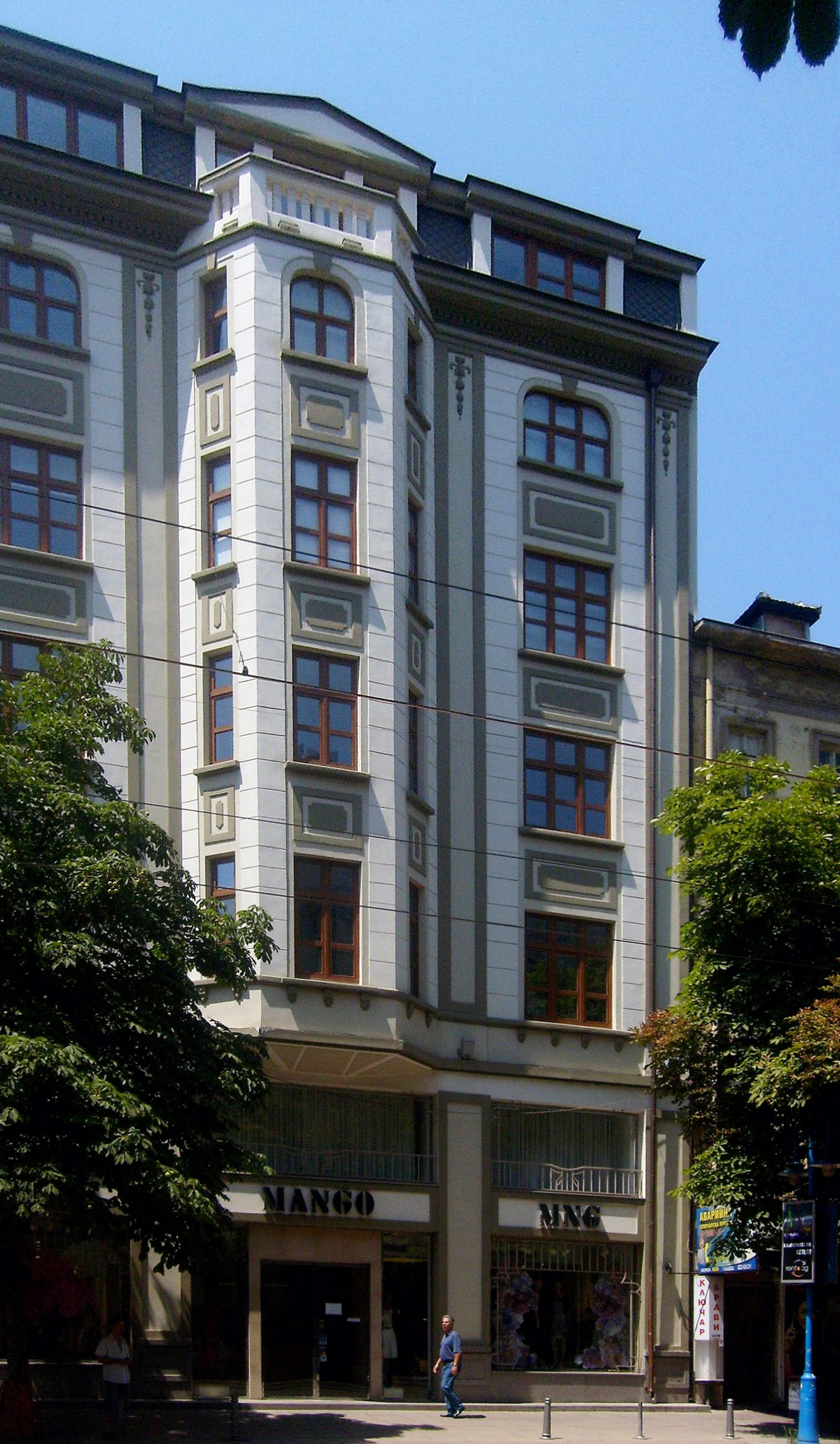
Un edificio en Vitoshka
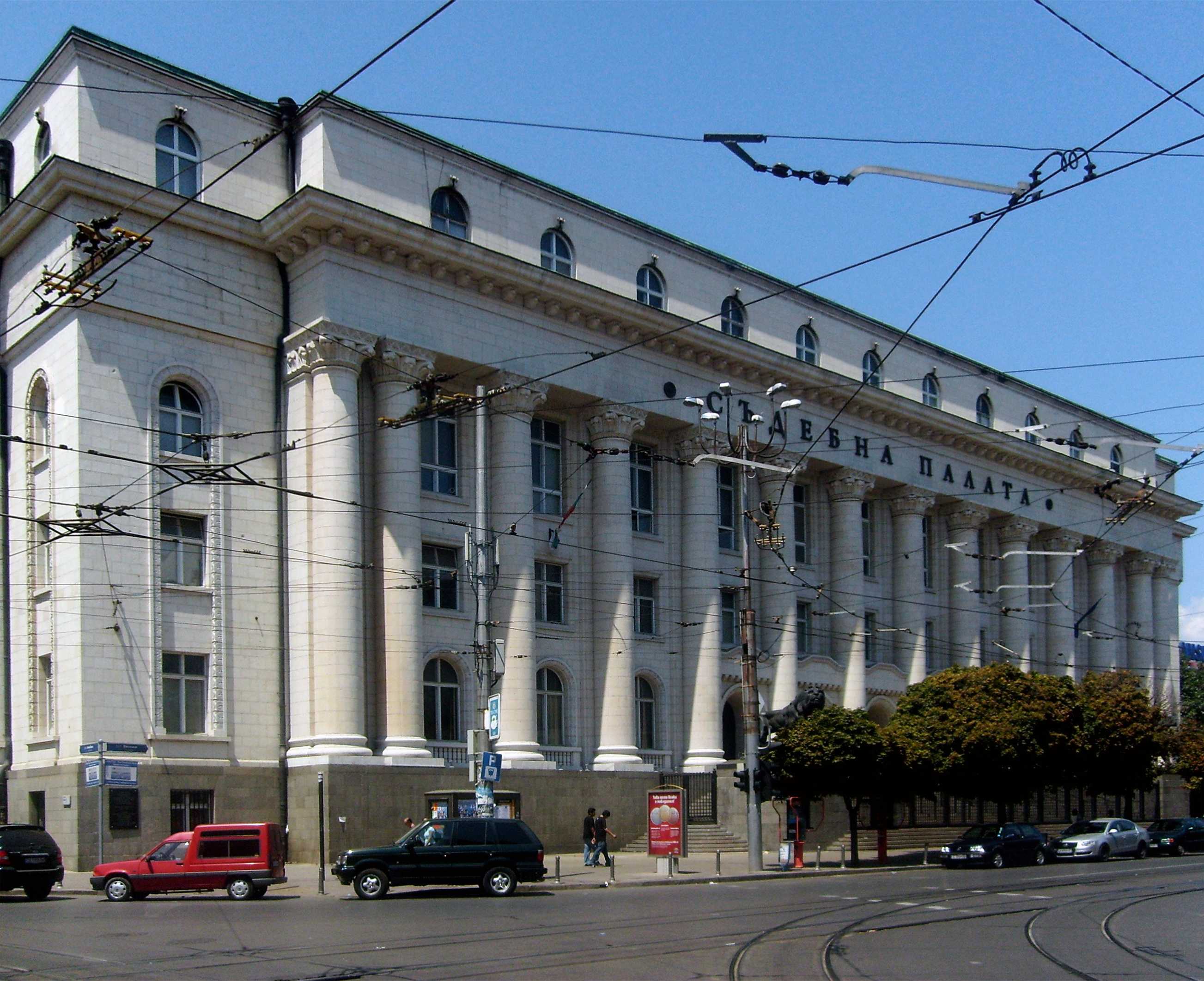
El Palacio de Justicia de Sofía en el 2 del Bulevar Vitosha
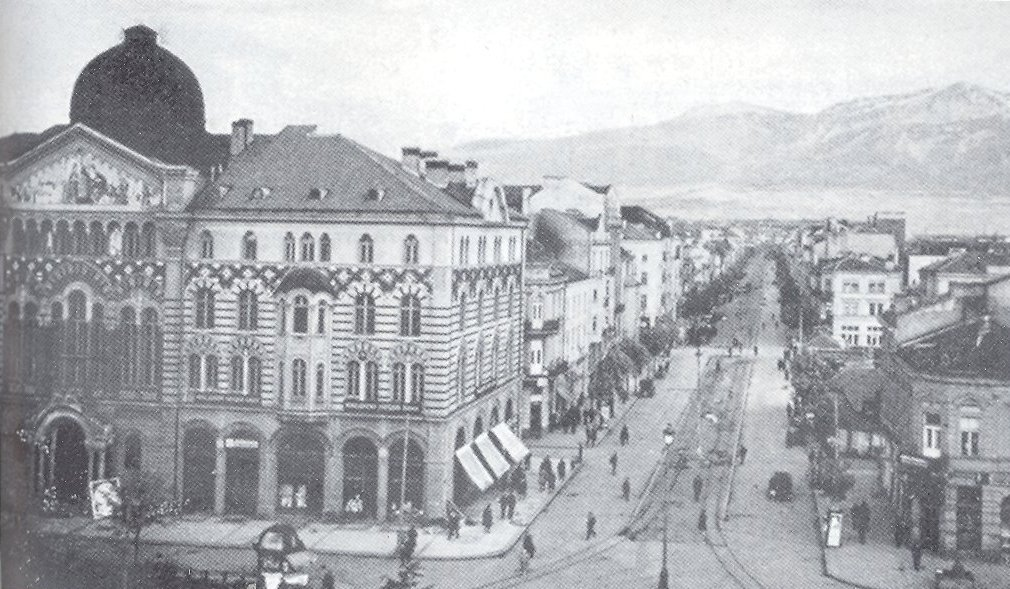
Vitoshka, en torno a 1934